# Favorinus
Favorinus (* um 80 in Arelate; † um 160) war ein römischer Philosoph und Sophist während der Herrschaft Hadrians. Er war ein Schüler des Dion Chrysostomos und wird der Akademischen Skepsis zugeordnet.
Favorinus hatte Auftritte in Rom, Athen, Ionien sowie Korinth und war ein Freund Plutarchs, der ihm seine Schrift De primo frigido (Über das primär Kalte) widmete. Sein Gegner war Polemon von Laodikeia; deshalb wurde er unter Hadrian vielleicht nach Chios verbannt. Unter Antoninus Pius hielt sich Favorinus wieder in Rom auf, wo er sich beim Publikum großer Beliebtheit erfreute, und lebte schließlich dauernd in Rom.
Favorinus verfasste zahlreiche Schriften philosophischen, besonders populär-philosophischen Inhalts, epideiktische Deklamationen und Reden, vor allem die ἀπομνημονεύματα (Denkwürdigkeiten), ein mindestens fünfbändiges Werk zur Philosophiegeschichte, und die παντοδαπὴ ἱστορία (Mannigfache Untersuchung), eine 24 Bücher umfassende Realenzyklopädie zum Teil philosophiegeschichtlichen Inhalts, die möglicherweise Diogenes Laertios benutzte. Von seinen Werken sind außer drei Reden nur noch Titel und Fragmente erhalten. Er schrieb einen künstlichen, überladenen Stil mit vielen Klassikerzitaten.
Drei Reden, zwei davon unter Dion Chrysostomos überliefert, werden ihm zugesprochen: Κορυνθιακός (Der Korinthische), eine Schilderung Korinths; περὶ τύχης (Über die Tyche), Erörterung des Schicksals; περὶ φυγῆς (Über die Verbannung), geschrieben in Chios im Exil (Papyrusfund).
Flavius Philostratos, der in seinem Werk über berühmte Sophisten auch Favorinus behandelt, nannte ihn διφυὴς (doppelgestaltet im Sinne von zweigeschlechtlich),  ἀνδρόθηλυς (androgyn) und εὐνούχους (Eunuch) und schrieb, er habe auch im Alter keinen Bart und eine dünne, schrille und hohe Stimme gehabt. Diese Nachricht wird von Polemon von Laodikeia bestätigt. Weitere Angaben bieten Aulus Gellius, der Favorinus oft nennt und zitiert, und die Suda.

## Ausgaben und Übersetzungen
- Eckart Mensching (Hrsg.): Favorin von Arelate: Der erste Teil der Fragmente. Memorabilien und Omnigena historia. De Gruyter, Berlin 1963 (kritische Edition mit Kommentar).
- Favorinos d’Arles: Œuvres. Les Belles Lettres, Paris 2005 ff. (kritische Edition mit französischer Übersetzung und Kommentar).
  - Band 1: Introduction générale, témoignages, discours aux Corinthiens, Sur la Fortune, hrsg. von Eugenio Amato, 2005, ISBN 2-251-00528-5.
  - Band 3: Fragments, hrsg. von Eugenio Amato, 2010, ISBN 978-2-251-00557-7.
- Georg Luck (Hrsg.): Die Weisheit der Hunde. Texte der antiken Kyniker in deutscher Übersetzung mit Erläuterungen (= Kröners Taschenausgabe. Band 484). Kröner, Stuttgart 1997, ISBN 3-520-48401-3, S. 360–376.